# Palaeorhiza imperialis
Palaeorhiza imperialis är en biart som först beskrevs av Smith 1863.  Palaeorhiza imperialis ingår i släktet Palaeorhiza och familjen korttungebin. Inga underarter finns listade i Catalogue of Life.